# محيبيب
محيبيب هي إحدى القرى اللبنانية من قرى قضاء مرجعيون في محافظة النبطية.

## لمحة تاريخية
تحوي القرية مقام بنيامين بن يعقوب، المقام أعيد بناؤه بتمويل من الجهورية الإسلامية الإيرانية والخيّرين وأموال الصداقات والنذور التي تجمع في صندوق المقام.